# Sasaram
Sasaram (hindi: सासाराम, urdu: ساسارام) är en stad i den indiska delstaten Bihar och är centralort i distriktet Rohtas. Folkmängden uppgick till 147 408 invånare vid folkräkningen 2011. I staden finns ett mausoleum över stormogulen Sher Shah, som föddes här.